# Liste der Monuments historiques in Vrigne-Meuse
Die Liste der Monuments historiques in Vrigne-Meuse führt die Monuments historiques in der französischen Gemeinde Vrigne-Meuse auf.

## Liste der Immobilien
| Bezeichnung                   | Beschreibung                                                                                 | Standort               | Kennzeichnung | Schutzstatus | Datum | Bild           |
| ----------------------------- | -------------------------------------------------------------------------------------------- | ---------------------- | ------------- | ------------ | ----- | -------------- |
| Soldatenfriedhof mit Ehrenmal | 1922/23 angelegt; mit den Gräbern der letzten französischen Gefallenen des Ersten Weltkriegs | Rue de l’Église (Lage) | PA08000018    | Inscrit      | 2917  | weitere Bilder |

## Liste der Objekte
| Bezeichnung       | Beschreibung                                                            | Standort                       | Kennzeichnung | Schutzstatus | Datum | Bild |
| ----------------- | ----------------------------------------------------------------------- | ------------------------------ | ------------- | ------------ | ----- | ---- |
| Kreuzigungsgruppe | Holz, 16. Jahrhundert                                                   | in der Kirche Ste-Croix (Lage) | PM08000609    | Classé       | 1966  |      |
| Hauptaltar        | Altartisch und zwei Skulpturen; Stein, Marmor, 17. oder 18. Jahrhundert | in der Kirche Ste-Croix (Lage) | PM08000608    | Classé       | 1966  |      |